# Orphinus harveyi
Orphinus harveyi – gatunek chrząszcza z rodziny skórnikowatych i podrodziny Orphilinae.
Gatunek ten opisany został w 2014 roku przez Marcina Kadeja i Jiříego Hávę na podstawie pojedynczego samca. Epitet gatunkowy nadano na cześć Debory Harvey, specjalistki od ekologii chrząszczy.
Chrząszcz o owalnym, silnie wypukłym ciele długości 1,55 mm, ubarwionym jednolicie ciemnobrązowo z brązowymi odnóżami i czułkami, widocznie punktowanym, gęsto porośniętym prawie leżącym owłosieniem – na wierzchu brązowym, a na spodzie ciała brązowawym. Czułki są jedenastoczłonowe, przy czym buławkę budują dwa człony, z których pierwszy jest poprzeczny, a drugi owalny w obrysie. Głębokie rowki na czułki obejmują większą część hypomeronu. Boczne krawędzie i przednie kąty przedplecza są niewidoczne od góry. Na pokrywach punktowanie jest tylko nieco większe niż na przedpleczu. Paramery samca są U-kształtne. Jego prącie jest w widoku przednim proste, a w widoku bocznym wyraźnie zakrzywione w części nasadowej ponad apodemami.
Owad endemiczny dla Papui-Nowej Gwinei, znany wyłącznie z prowincji Madang.